# Betzigau

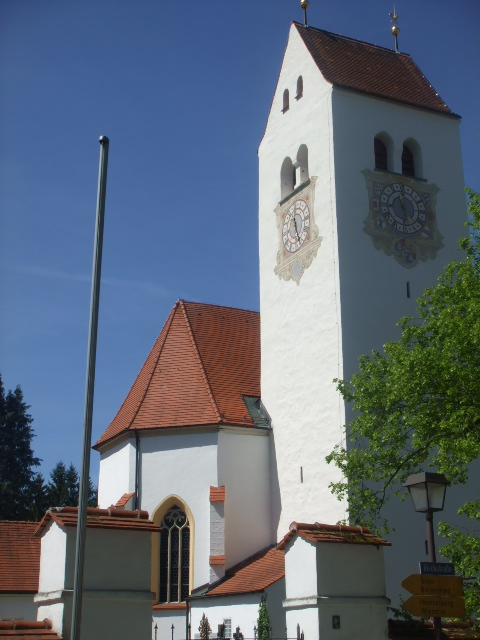
Pfarrkirche St. Afra in Betzigau

Betzigau ( ⓘ) ist eine Gemeinde im schwäbischen Landkreis Oberallgäu in Bayern.

## Geographie

### Lage
Betzigau liegt östlich von Kempten (Allgäu) am Rand des Kempter Waldes an der Bahnstrecke Buchloe–Lindau. Die Höhenlage der Gemeinde reicht von 709 m ü. NHN bei den Wagegger Weiherwiesen bis 946 m ü. NHN im Haldiger Rain im Kempter Wald.

### Gemeindegliederung
Es gibt nur die Gemarkung Betzigau mit insgesamt 33 Gemeindeteilen; in Klammern ist der Siedlungstyp angegeben:
- Auf'm Berg (Einöde)
- Baltenstein (Weiler)
- Bernholz (Einöde)
- Betzenried (Dorf)
- Betzigau (Pfarrdorf)
- Bogenried (Weiler)
- Dodels (Einöde)
- Götzen (Weiler)
- Großholz (Einöde)
- Hauptmannsgreut (Dorf)
- Heinzelberg (Einöde)
- Hochgreut (Kirchdorf)
- Imat (Einöde)
- Jaunen (Weiler)
- Kaisersmad (Weiler)
- Leiterberg (Dorf), zweitgrößter Gemeindeteil
- Minderbetzigau (Dorf)
- Möstenberg (Dorf)
- Motzen (Einöde)
- Mühlstatt (Einöde)
- Notzen (Einöde)
- Oberried (Einöde)
- Schönberg (Einöde)
- Schwarzenbühl (Einöde)
- Schweikarts (Einöde)
- Sontleiten (Einöde)
- Staubers (Weiler)
- Stein (Weiler)
- Unterhalden (Dorf)
- Vogelherd (Einöde)
- Waltris (Weiler)
- Weiher (Weiler)
- Wieseris (Dorf)

## Geschichte

### Bis zur Gemeindegründung
Der Ort wurde erstmals im Jahre 1238 als Bezzingowe erwähnt. Betzigau gehörte lange zum Fürststift Kempten. Seit dem Reichsdeputationshauptschluss und der Säkularisation 1803 gehört der Ort zu Bayern. Im Zuge der Verwaltungsreformen im Königreich Bayern entstand mit dem Gemeindeedikt von 1818 die heutige Gemeinde.

### Einwohnerentwicklung
Von 1988 bis 2008 wuchs Betzigau um 440 Einwohner bzw. um ca. 19 %. Zwischen 1988 und 2018 wuchs die Gemeinde von 2320 auf 2926 um 606 Einwohner bzw. um 26,1 %.
Die nachfolgenden Zahlen beziehen sich auf den Gebietsstand vom 25. Mai 1987.
| Bevölkerungsentwicklung | Bevölkerungsentwicklung | Bevölkerungsentwicklung | Bevölkerungsentwicklung | Bevölkerungsentwicklung | Bevölkerungsentwicklung | Bevölkerungsentwicklung | Bevölkerungsentwicklung | Bevölkerungsentwicklung | Bevölkerungsentwicklung | Bevölkerungsentwicklung | Bevölkerungsentwicklung | Bevölkerungsentwicklung | Bevölkerungsentwicklung | Bevölkerungsentwicklung |
| ----------------------- | ----------------------- | ----------------------- | ----------------------- | ----------------------- | ----------------------- | ----------------------- | ----------------------- | ----------------------- | ----------------------- | ----------------------- | ----------------------- | ----------------------- | ----------------------- | ----------------------- |
| Jahr                    | 1840                    | 1900                    | 1939                    | 1950                    | 1961                    | 1970                    | 1987                    | 1991                    | 1995                    | 2000                    | 2005                    | 2010                    | 2015                    | 2016                    |
| Einwohner               | 1092                    | 1265                    | 1319                    | 1747                    | 1648                    | 1803                    | 2280                    | 2499                    | 2637                    | 2775                    | 2830                    | 2747                    | 2845                    | 2876                    |

## Politik
Erste Bürgermeisterin ist seit 2025 Regina Lässer-Dorn (CSU). Ihr Vorgänger Roland Helfrich (Überparteiliche Wählergruppe Betzigau/Wählergruppe Hochgreut) trat aus gesundheitlichen Gründen zurück. 
Die Gemeindesteuereinnahmen betrugen im Jahr 2017 2.841.000 €, davon betrugen die Gewerbesteuereinnahmen (netto) 606.000 €.

### Wappen
| Wappen von Bechhofen | Blasonierung: „Gespalten; vorne geteilt von Rot und Blau, hinten in Silber ein rotbewehrter schwarzer Bär.“ |
| Wappen von Bechhofen | Wappenbegründung: Die vordere Schildhälfte mit den Farben Rot und Blau weist auf das Stift Kempten hin, das von etwa 1440 bis zur Aufhebung des Klosters 1803 die Herrschaft über den Ort Betzigau innehatte. Der Bär steht redend für den Ortsnamen. Er bedeutet Gau eines Betzo. Dieser Name ist die Kurzform von Bernhard, der im ersten Namensteil auf Bär hinweist. Gau bedeutet waldfreies und daher siedlungsgünstiges Gebiet. Der Legende nach kam der Bär ins Wappen, weil sich vor der Besiedlung in dieser Gegend ein Urwald befand, in dem viele Bären lebten. Die Farben der hinteren Schildhälfte sind so gewählt, um sich von anderen schwäbischen Gemeinden, die den Bären als Hinweis auf die schweizerische Abtei St. Gallen ebenfalls in ihrem Wappen haben, zu unterscheiden. Ministerialentschließung vom 9. September 1958. |

## Wirtschaft und Infrastruktur

### Wirtschaft einschließlich Land- und Forstwirtschaft
Es gab 2017 im Bereich der Land- und Forstwirtschaft elf, im produzierenden Gewerbe 315 und im Bereich Handel, Verkehr und Gastgewerbe 74 sozialversicherungspflichtig Beschäftigte am Arbeitsort. In sonstigen Wirtschaftsbereichen waren am Arbeitsort 117 Personen sozialversicherungspflichtig beschäftigt. Sozialversicherungspflichtig Beschäftigte am Wohnort gab es insgesamt 1.176. Im verarbeitenden Gewerbe gab es drei und im Bauhauptgewerbe vier Betriebe. Zudem bestanden im Jahr 2016 70 landwirtschaftliche Betriebe.

### Bildung
Die Gemeinde unterhält Kindergärten mit 165 Plätzen und 156 Kindern sowie eine Grundschule mit 7 Lehrern und 103 Schülern (Stand: 2018).

## Kultur und Sehenswürdigkeiten

### Baudenkmäler
- Burgruine Baltenstein
- Burgruine Schöneberg

### Bodendenkmäler

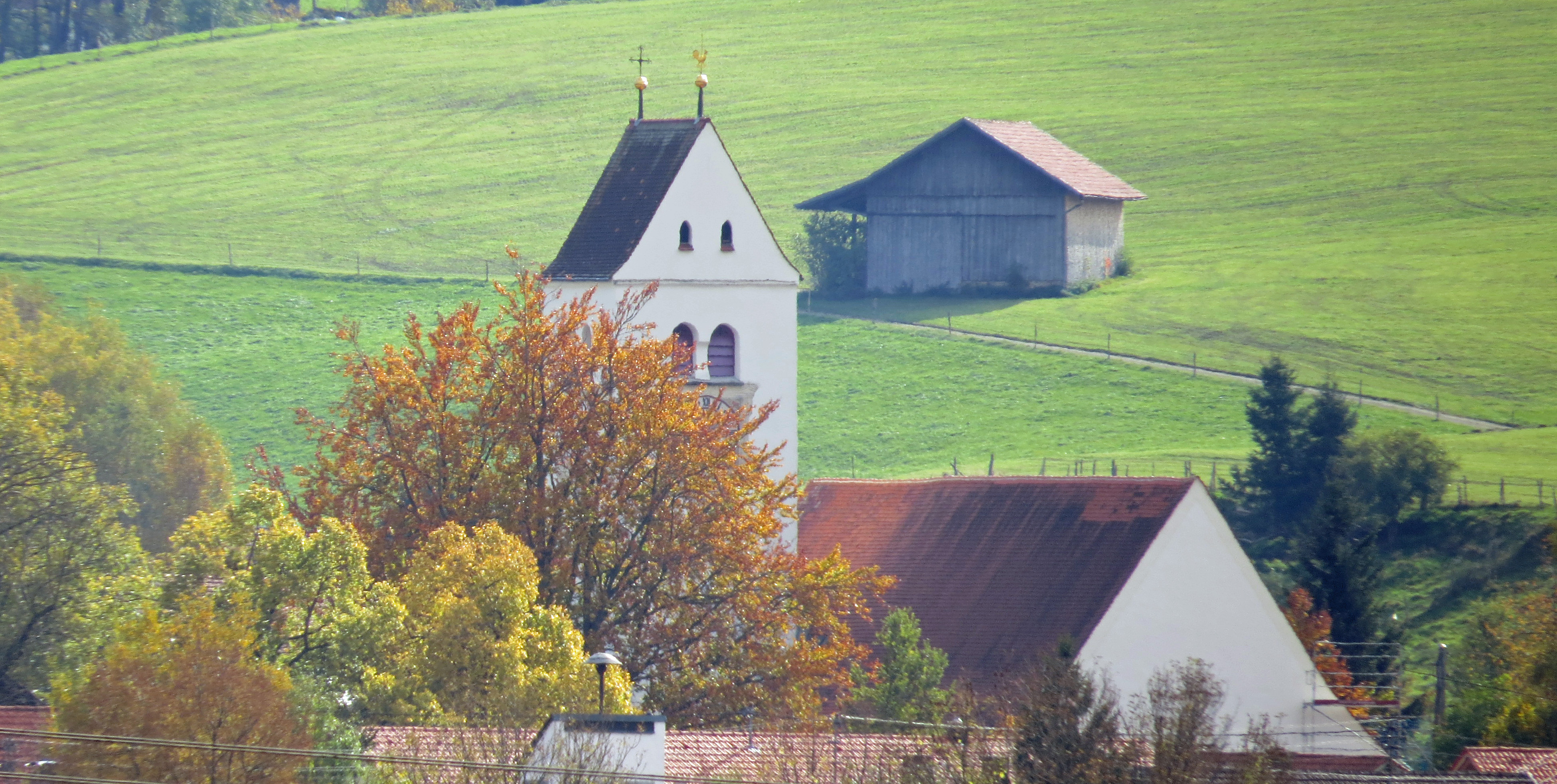
Betzigau
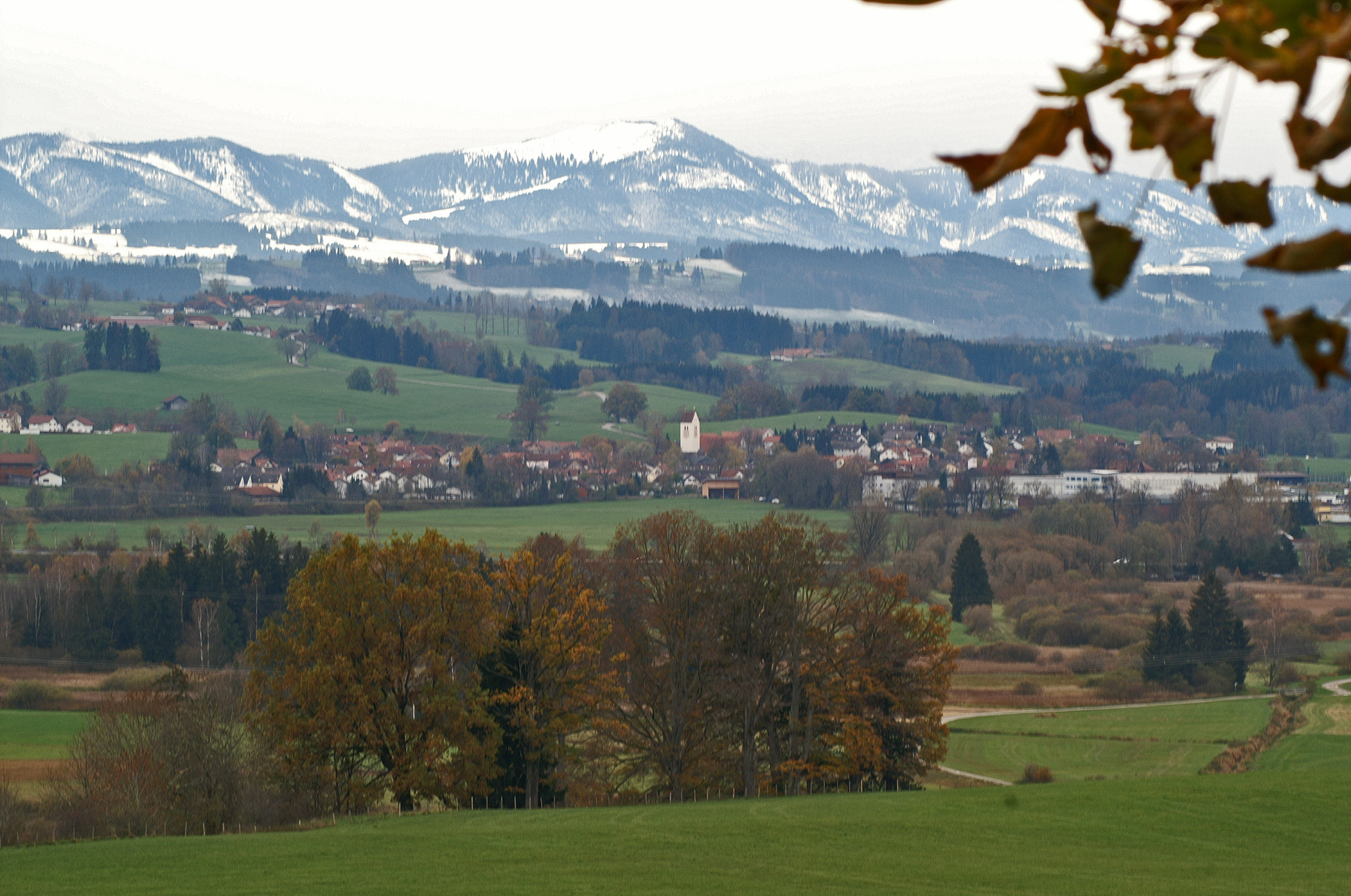
Betzigau von Nordwesten
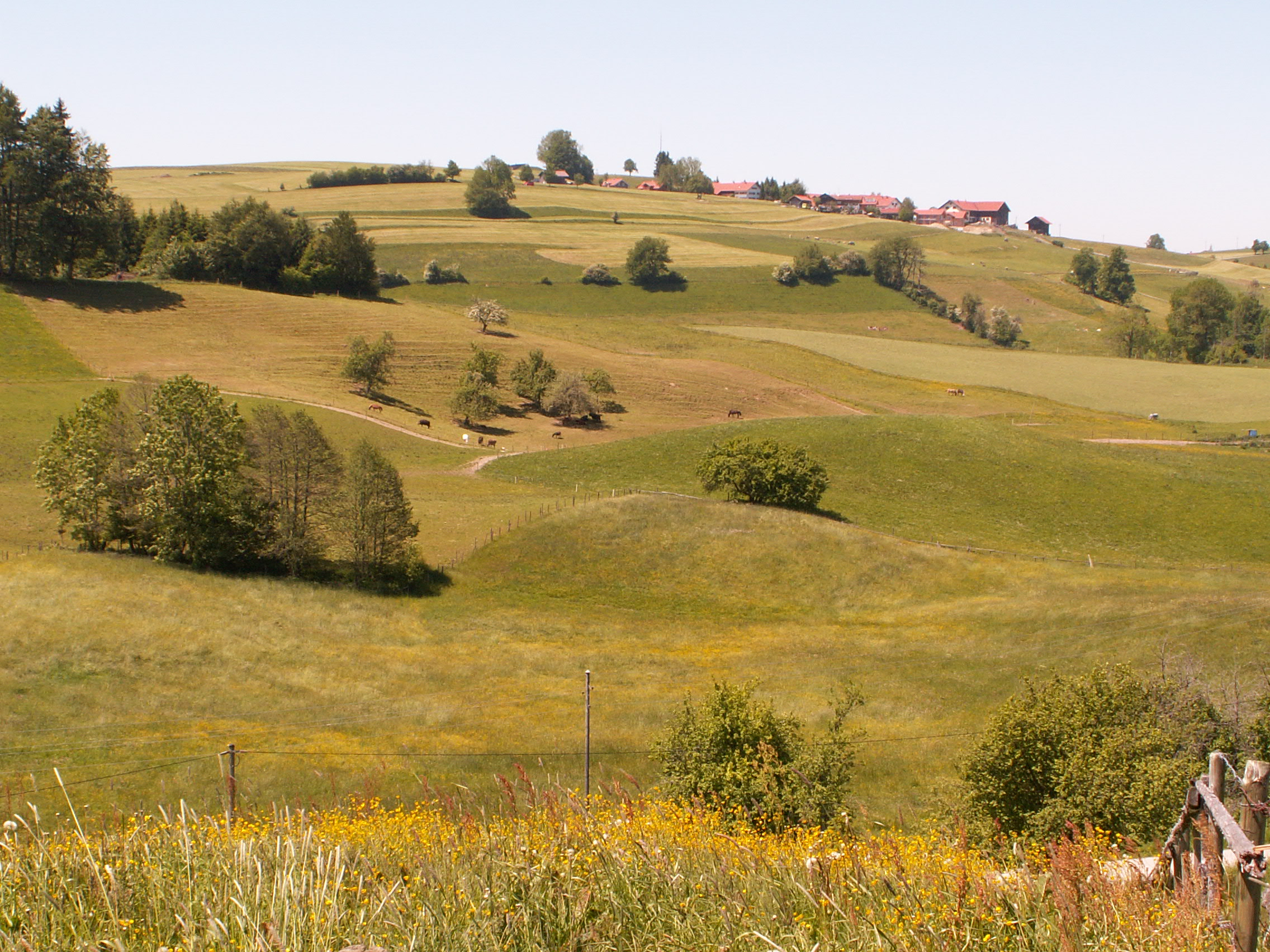
Hauptmannsgreut
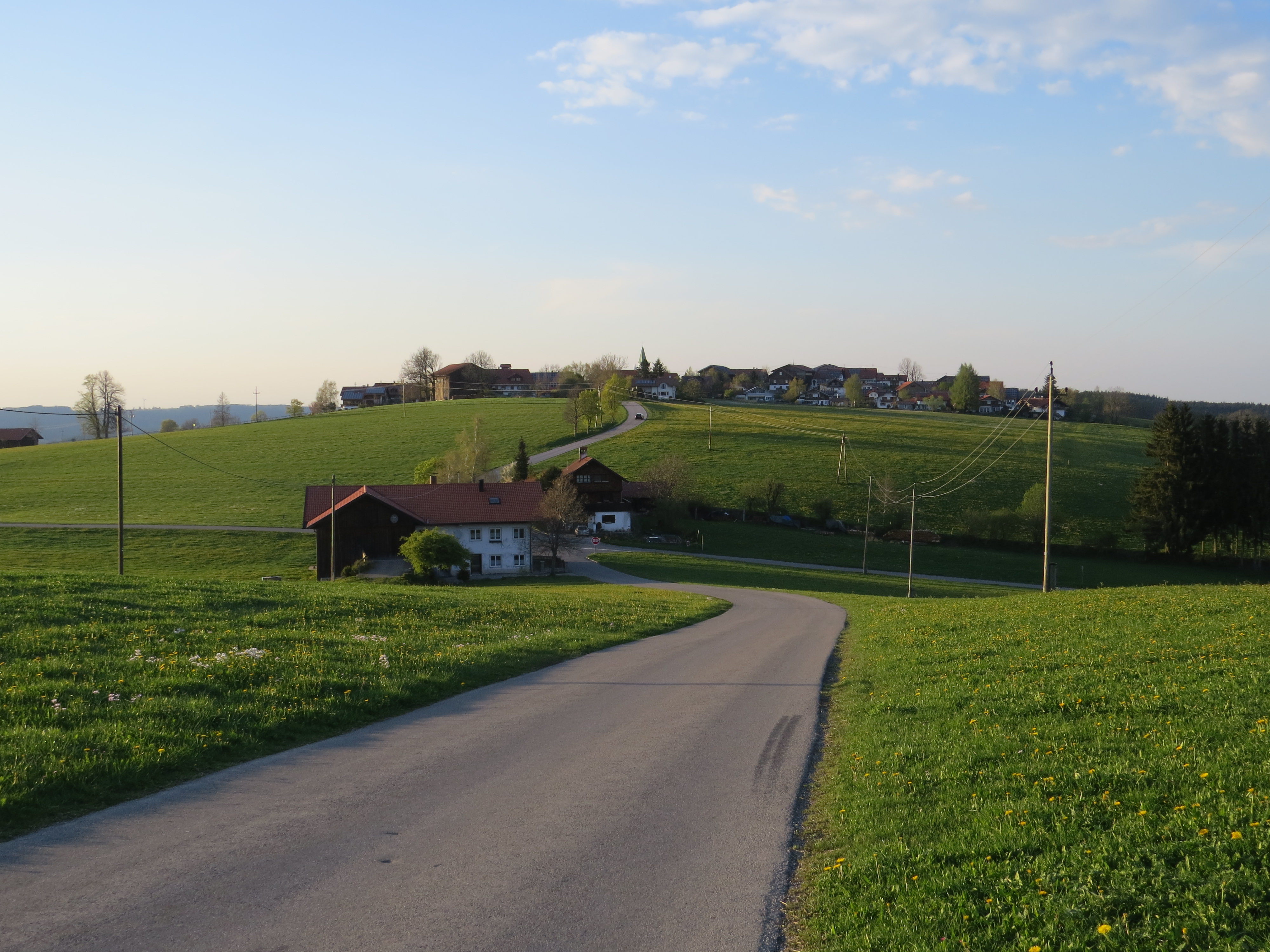
Hochgreut (920 m)
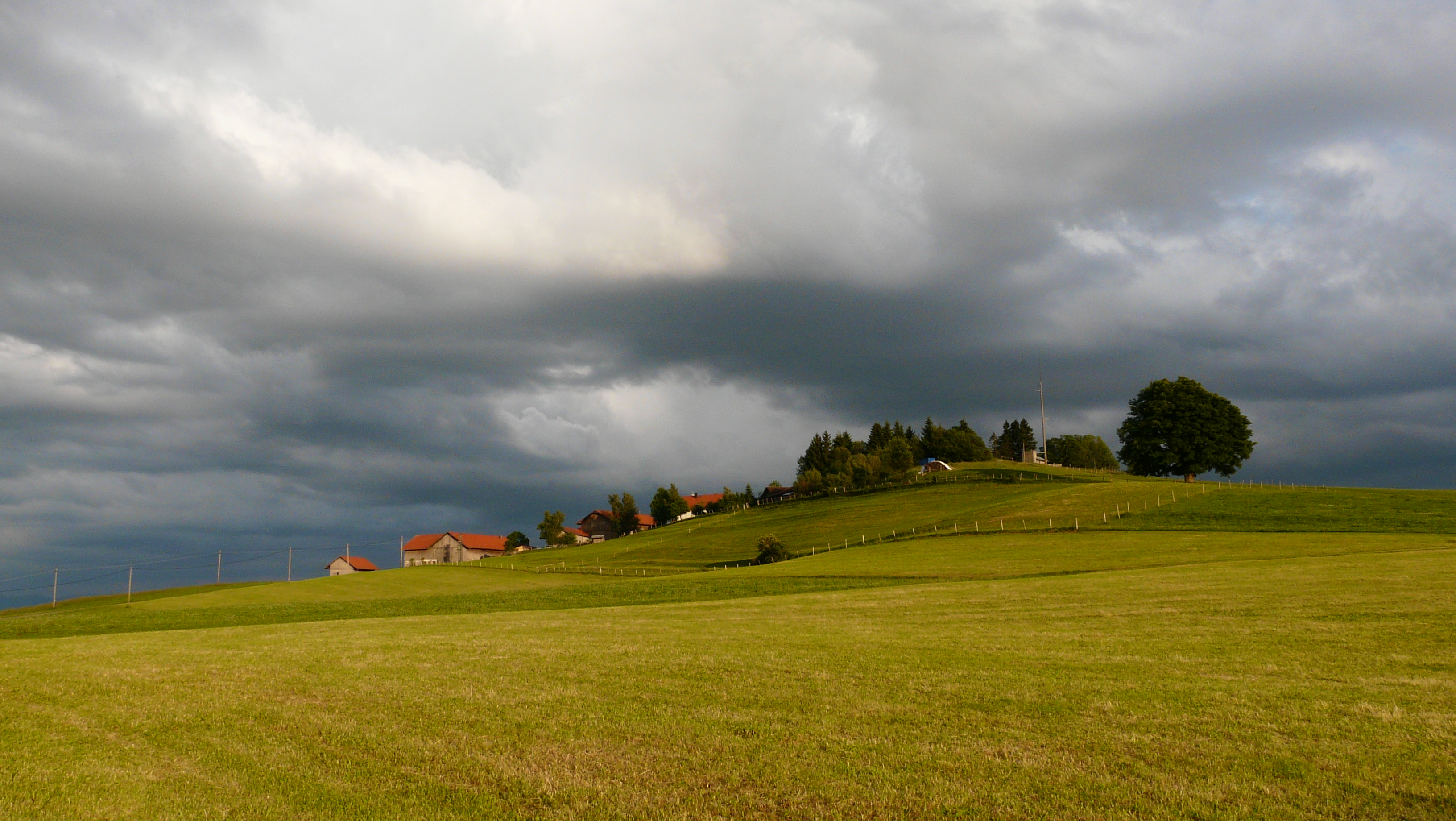
Hohe Schulter (941 m)
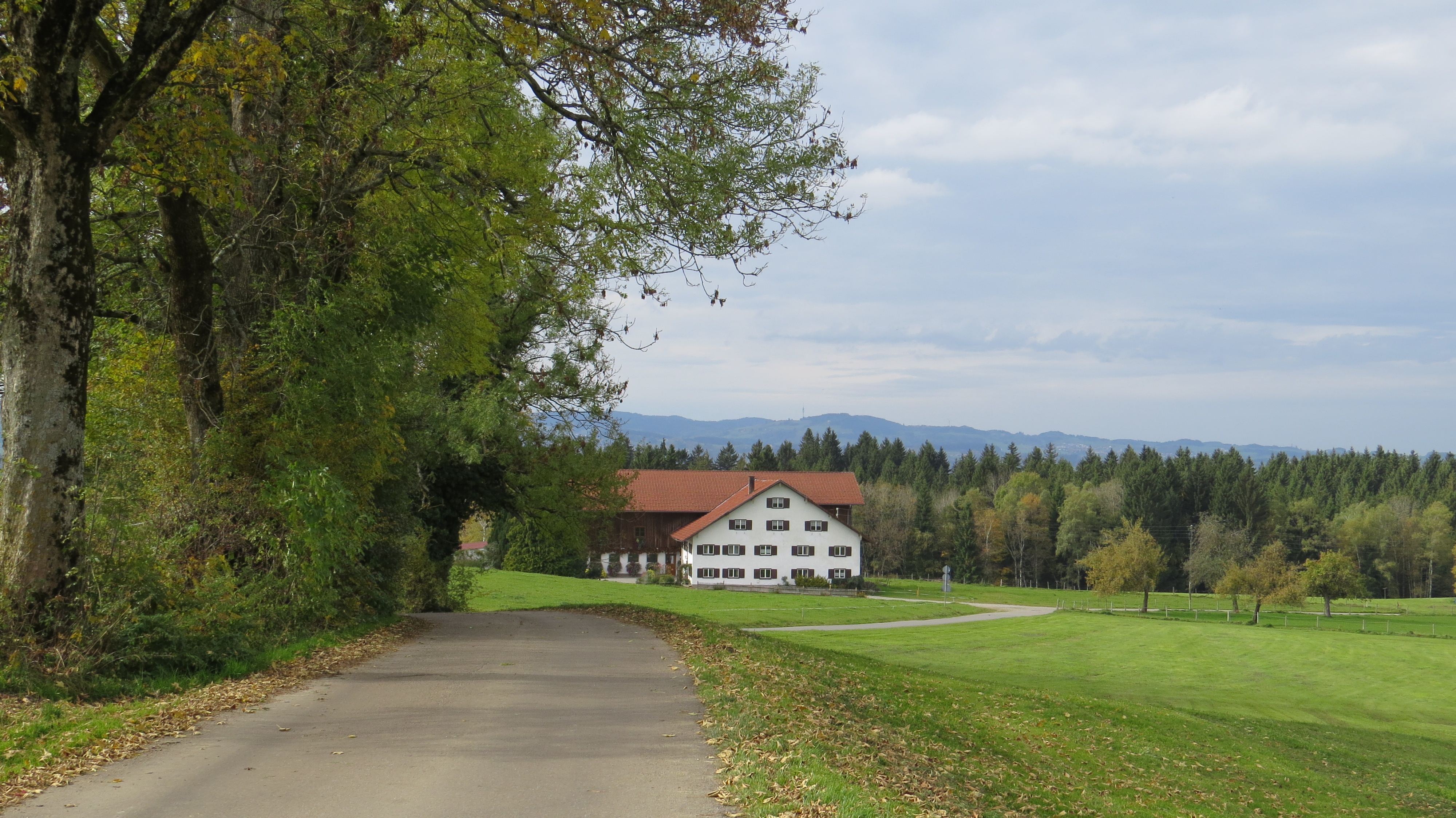
Kaisersmad
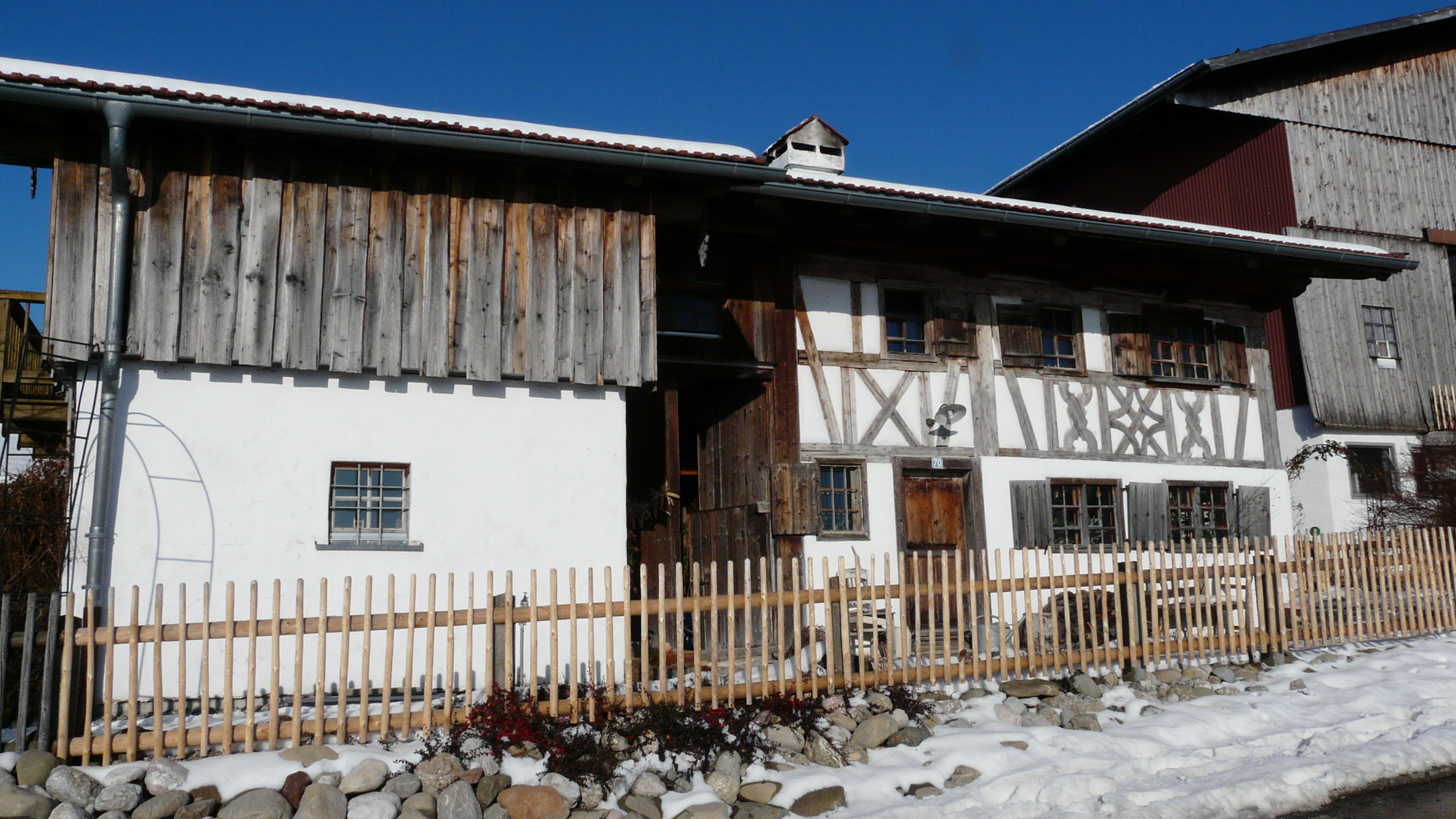
Leiterberg 70
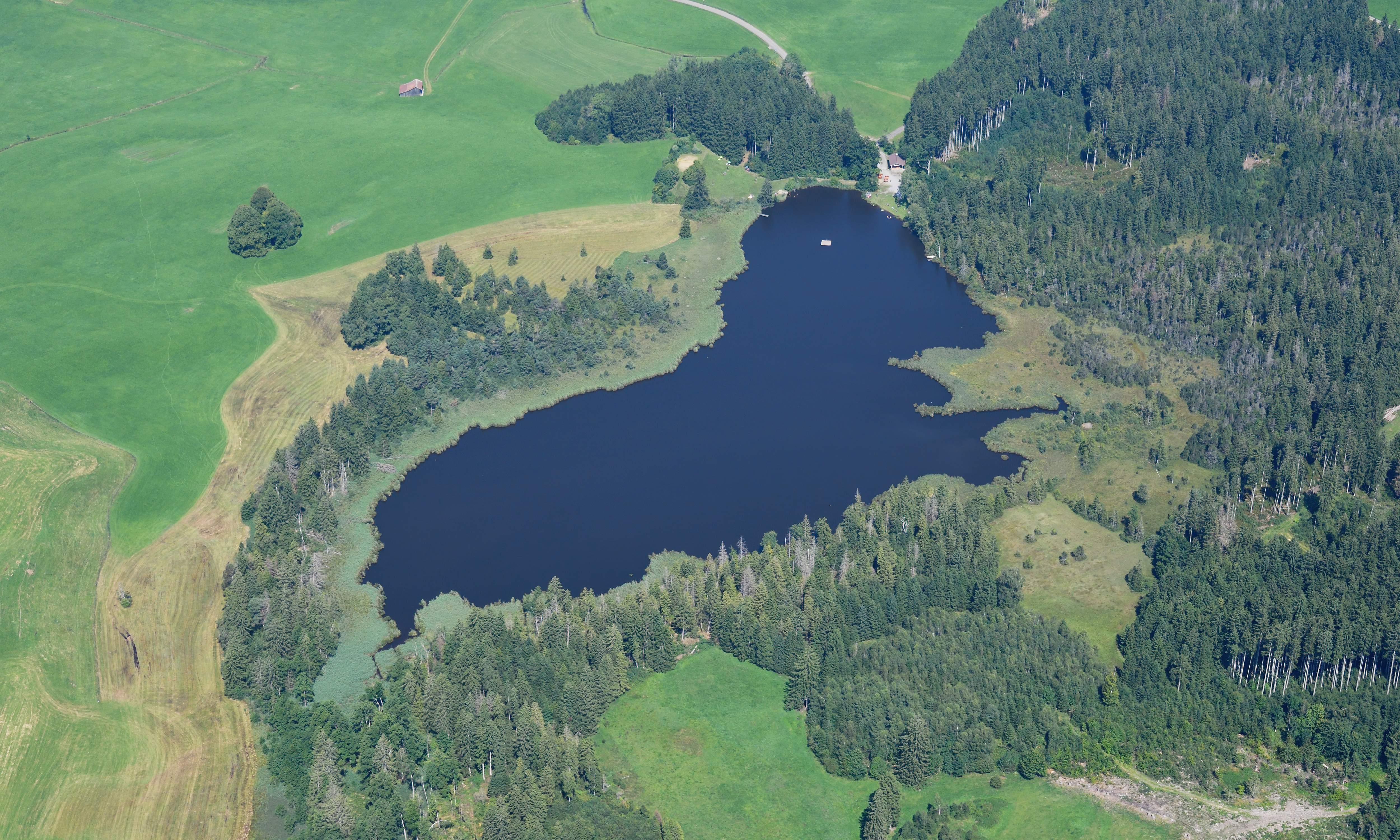
Notzenweiher
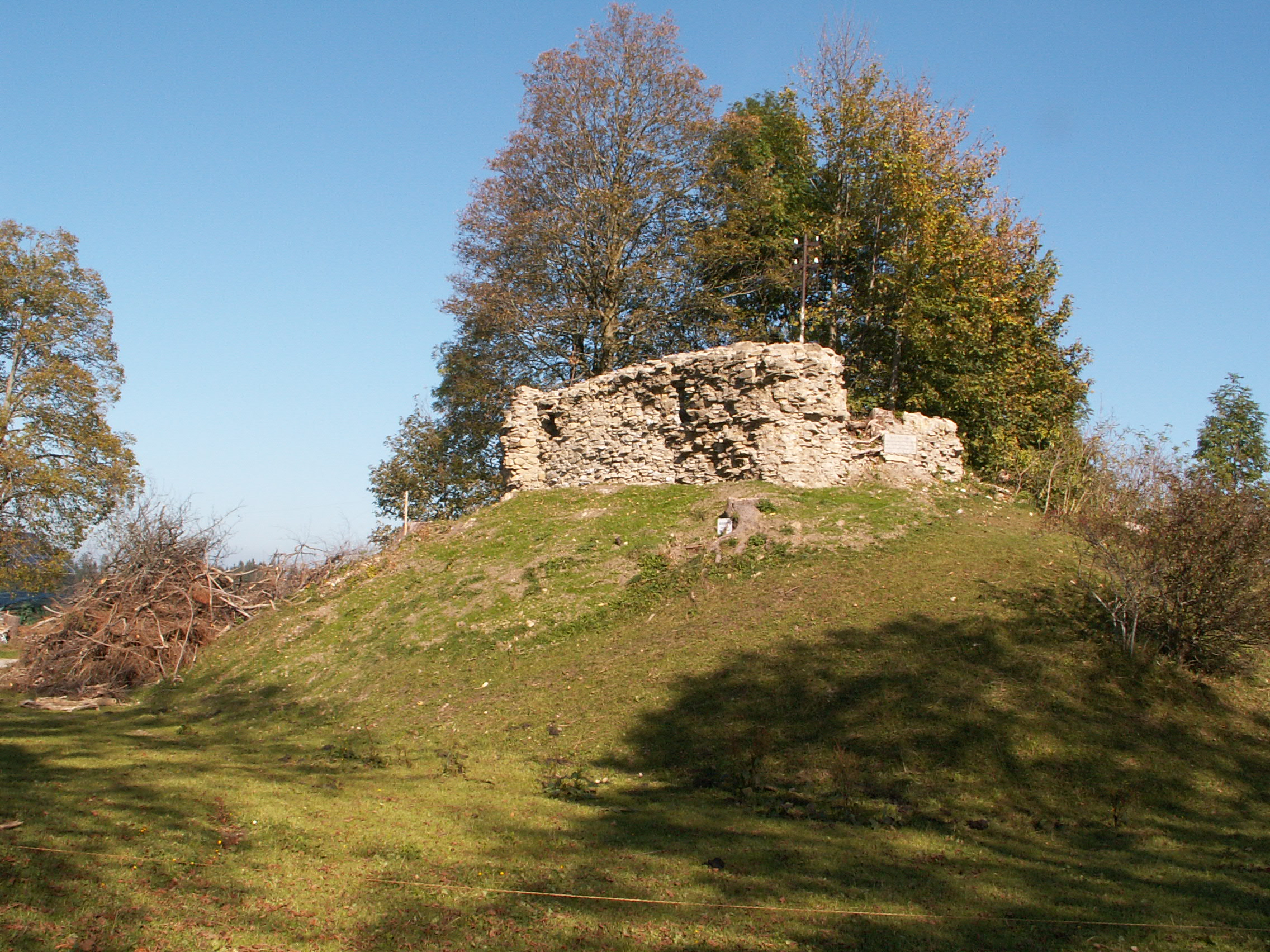
Ruine Schönberg
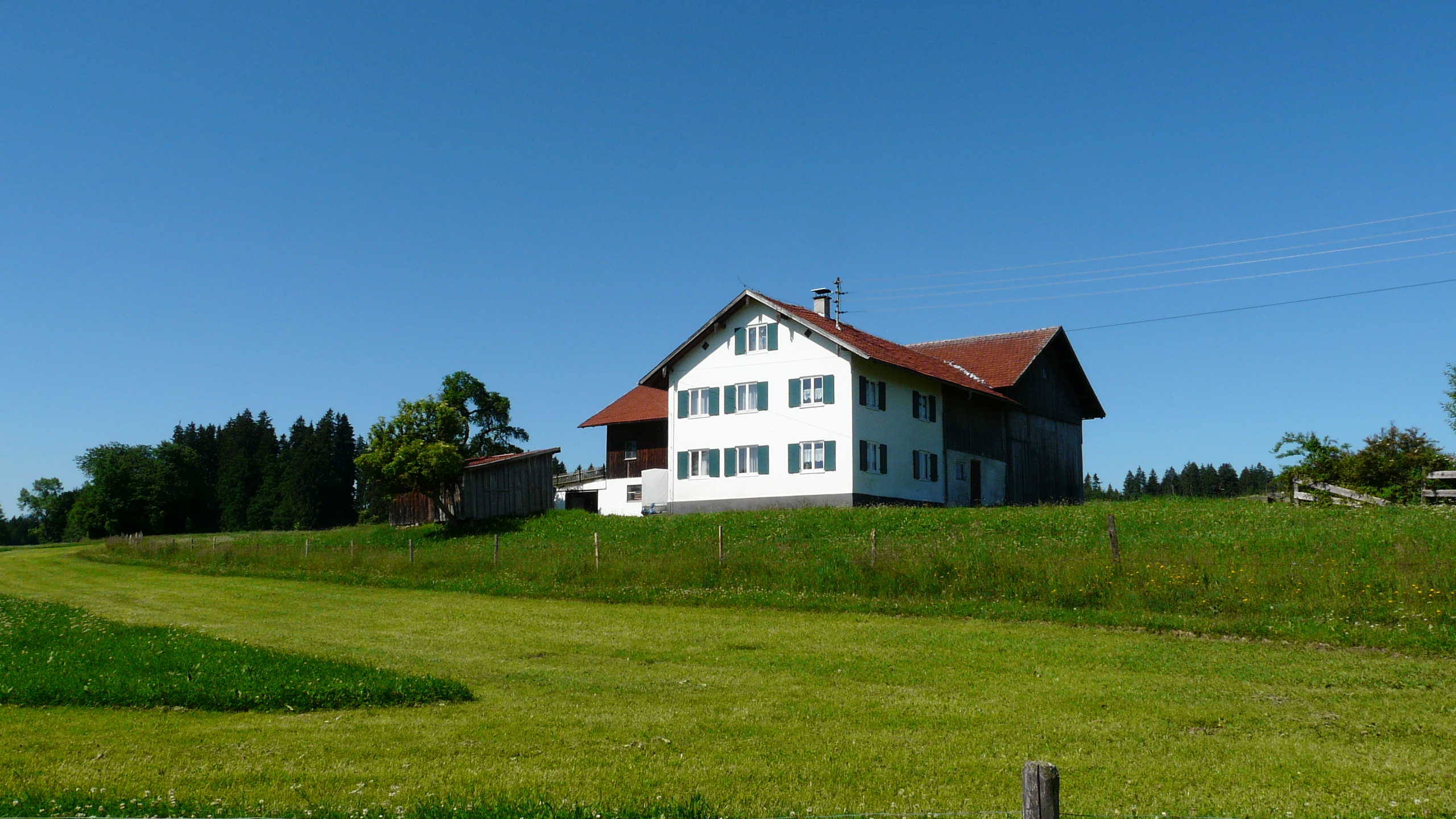
Stein
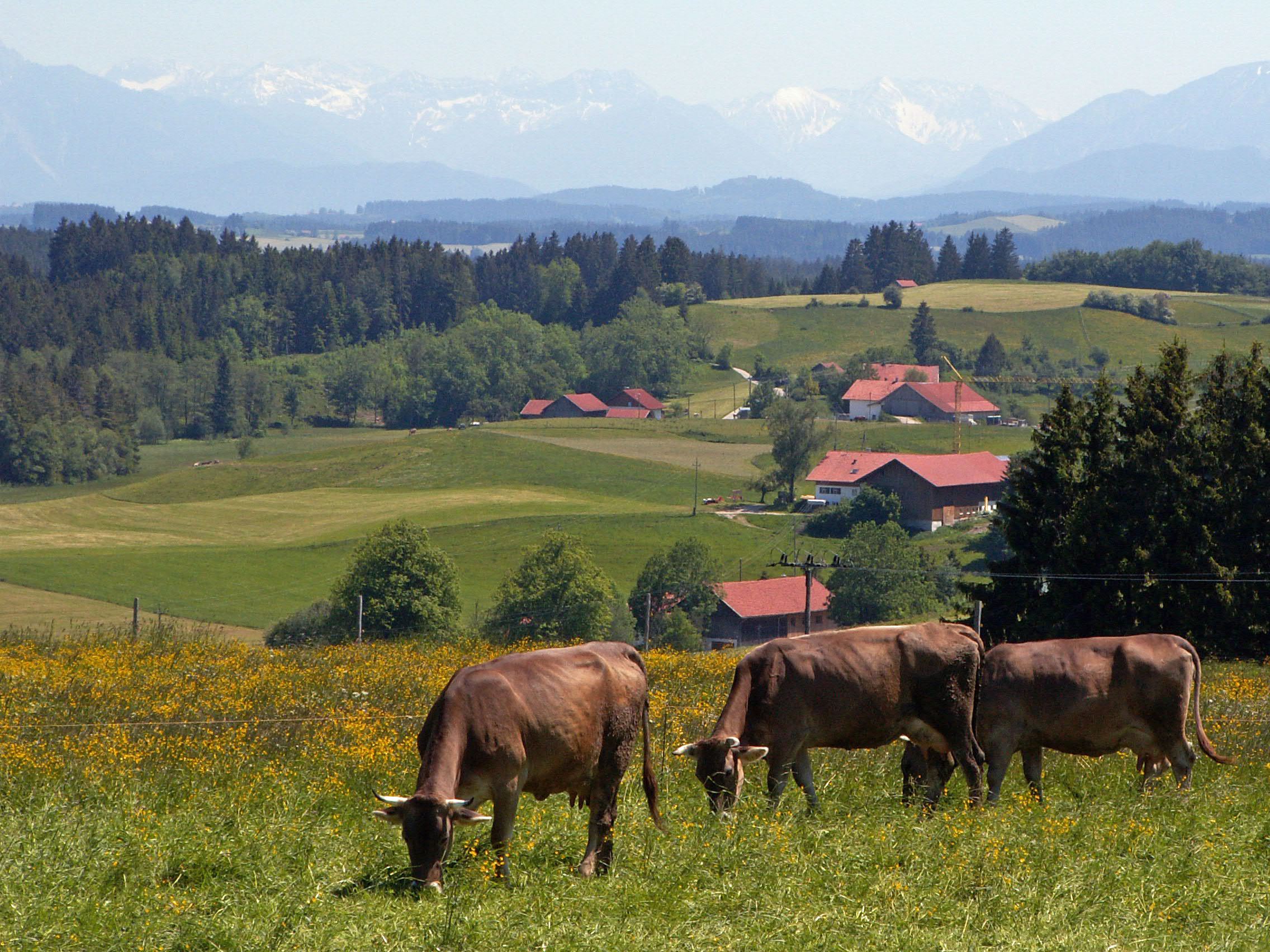
Unterhalden

## Söhne und Töchter der Gemeinde
- Wilhelm Heiligensetzer (1948–2018), Hörspielautor, Journalist und Kabarettist; Erfinder der Figur des Bene von Betzigau.
- Alf Setzer (* 1956), Bildhauer
- Klaus Schäfer (* 1958), katholischer Priester und Klinikseelsorger
- Michael Schwarzmann (* 1991), Radrennfahrer